# Stacy Peralta
Stacy Peralta (ur. 15 października 1957) – amerykański profesjonalny skater, surfer oraz przedsiębiorca. Znany jest ze swoich pionierskich umiejętności na rampie (vert). Jazdę na deskorolce ćwiczył w sposób przypominający surfing.

## Życiorys
W wieku 19 lat Peralta stał się najwyżej ocenianym profesjonalnym skateboarderem. Później razem z George’em Powellem stworzył firmę Powell Peralta i zaczął produkcję pierwszego klipu z udziałem takich gwiazd, jak Tony Hawk.
W 1991 Peralta opuścił firmę i zaczął pracować na pełny etat w telewizji. Jego film Dogtown and Z-Boys został w 2001 nagrodzony na Sundance Film Festival.
Doświadczenie Peralty jako twórcy filmów skateboardingowych zostało wykorzystane przy produkcji gry komputerowej Tony Hawk’s Underground, w której Peralta grał samego siebie.
W 2005 roku Catherine Hardwicke nakręciła film Królowie Dogtown (Lords of Dogtown) opisujący losy jego (John Robinson), Tony’ego Alvy (Victor Rasuk) oraz Jaya Adamsa (Emile Hirsch).